# Pacé, Ille-et-Vilaine

Pacé este o comună în departamentul Ille-et-Vilaine, Franța. În 1 ianuarie 2022 avea o populație de 11.815 de locuitori.